# Кадоган, Генри, 4-й граф Кадоган
Генри Чарльз Кадоган, 4-й граф Кадоган (англ. Henry Charles Cadogan, 4th Earl Cadogan; 15 февраля 1812 — 8 июня 1873) — британский дворянин, дипломат и консервативный политик. Занимал пост капитана йоменской гвардии (1866—1868). С 1820 по 1864 год он носил титул учтивости — виконт Челси.
Титулы: 4-й граф Кадоган (с 15 сентября 1864), 4-й виконт Челси, Миддлсекс (с 15 сентября 1864), 6-й барон Кадоган из Окли, Бакингемшир (с 15 сентября 1864), 2-й барон Окли из Кавершема, Оксфордшир (с 15 сентября 1864).

## Биография
Родился 15 февраля 1812 года на Саут-Одли-стрит, Мейфэр, Лондон. Второй сын Джорджа Кадогана, 3-го графа Кадогана (1783—1864), от его жены Гонории Луизы Блейк (? — 1845), дочери Джозефа Блейка и Гонории Дейли. Он получил образование в Итонском колледже (1824—1828) и Ориел-колледже в Оксфорде (1829—1832), закончив последний со степенью бакалавра искусств.
Лорд Кадоган первоначально поступил на дипломатическую службу и был атташе в Санкт-Петербурге с 1834 по 1835 год. Заседал в Палате общин Великобритании от Ридинга (1841—1847) и Дувра (1852—1857)
. Затем он вернулся на дипломатическую службу и служил секретарем парижского посольства с 1858 по 1859 год. В 1864 году он сменил своего отца в качестве 4-го графа Кадогана и стал членом Палаты лордов. Когда консерваторы пришли к власти под руководством лорда Дерби в 1866 году, лорд Кадоган стал членом Тайного совета и назначен капитаном йоменской гвардии. Эту должность он занимал до 1868 года, последнего года премьерства Бенджамина Дизраэли.
Помимо своей дипломатической и политической карьеры, лорд Кадоган был полковником Королевского Вестминстерского ополчения, назначенным 6 декабря 1841 года. 13 марта 1865 года он стал почетным полковником полка.

## Семья
13 июля 1836 года в Даремском соборе лорд Кадоган женился на Мэри Саре Уэлсли (16 января 1808 — 11 февраля 1873), дочери преподобного Джеральда Валериана Уэлсли (1770—1848), и леди Эмили Мод Кадоган (1773—1839), дочери Чарльза Слоана Кадоагна, 1-го графа Кадогана. У супругов было четыре сына и две дочери:
- Эмили Фрэнсис Кадоган (? — 5 октября 1843), умерла в детстве
- Леди Шарлотта Джорджиана Мэри Кадоган (? — 16 ноября 1908), муж с 1874 года преподобный Мейнард Вудхаус Карри (? — 1887), от брака с которым детей не было.
- Джордж Генри Кадоган, 5-й граф Кадоган (12 мая 1840 — 6 марта 1915), старший сын и преемник отца
- Достопочтенный Артур Чарльз Левин Кадоган (23 июня 1841 — 20 ноября 1918), 1-я жена с 1870 года Алиса Шарлотта Арабин (? — 1877), 2-я жена с 1888 года Мэри Фентон (? — 1914). В двух браков детей не было.
- Коммандер достопочтенный Сесил Джеймс Джордж Кадоган (27 марта 1846 — 5 июня 1918), не женат.
- Капитан достопочтенный Чарльз Джордж Генри Кадоган (14 июня 1850 — 30 сентября 1901), женат с 1874 года на Генриетте Вильгельмине Монтгомери (? — 1913), трое детей.

Графиня Кадоган умерла в феврале 1873 года в возрасте 65 лет. Лорд Кадоган пережил её всего на четыре месяца и умер в Вудрайзинге, Норфолк, в июне 1873 года в возрасте 61 года. Его старший сын Джордж унаследовал титул 5-го графа Кадагона.